# Осока щетиняста
{{#ifeq:0|0|{{#if:|{{#if:Carexstrigosa|[[]}}|}}}}
Осока щетиняста (Carex strigosa) — вид трав'янистих рослин родини осокові (Cyperaceae), поширений у Європі й західній Азії.

## Опис
Багаторічна рослина заввишки 30–100 см. Стебло пряме гладке, плоско тригранне. Листки довжиною від половини до двох третин стебла й завширшки 5–12 мм, плоскі, шорсткі; піхви червоно-бурі. Суцвіття складається з 3–7 колосків. 

## Поширення
Поширений у Європі й західній Азії (Іран, Туреччина, Вірменія, Азербайджан, Грузія).